# Латаниці
Латаниці (пол. Łatanice) — село в Польщі, у гміні Віслиця Буського повіту Свентокшиського воєводства.
Населення — 389 осіб (2011).
У 1975-1998 роках село належало до Келецького воєводства.

## Демографія
Демографічна структура на день 31 березня 2011 року:
|          | Загалом | Допрацездатний вік | Працездатний вік | Постпрацездатний вік |
| -------- | ------- | ------------------ | ---------------- | -------------------- |
| Чоловіки | 181     | 37                 | 124              | 20                   |
| Жінки    | 208     | 41                 | 122              | 45                   |
| Разом    | 389     | 78                 | 246              | 65                   |